# Hey Daddy (Daddy's Home)
"Hey Daddy (Daddy's Home)" é uma canção do cantor americano de R&B Usher. A canção foi o primeiro single de seu sexto álbum de estúdio, Raymond v. Raymond, seguindo o single promocional "Papers". A música foi escrita por Rico Love, colaborador de longa data de Usher, ele mesmo, Plies e The Runners, sendo produzida por Rico Love e The Runners. A versão remixada da música, que inclui a aparição do rapper Plies, foi lançada em 8 de dezembro de 2009 para as rádios e estava disponível para download digital uma semana depois, em 15 de dezembro de 2009.
A música recebeu críticas positivas elogiando a volta de Usher ao estilo musical do álbum de 2004 Confessions, assim como em "Papers". A música chegou a 24ª posição na Billboard Hot 100, a segunda na Hot R&B/Hip-Hop Songs, dando a Usher seu terceiro single consecutivo a atingir o top 5 na parada R&B americana.

## Antecedentes e composição
A canção vazou na internet no final de outubro de 2009 junto com outras faixas preliminares de Raymond vs. Raymond. "Hey Daddy (Daddy's Home)", uma das faixas que foca no divórcio de Usher e muda o estilo de Here I Stand, voltando ao de Confessions, é uma das seis faixas co-escritas por Rico Love para o álbum.
| “ | I feel like he’s got his mind right and it’s focused. He went through a lot. He had lost his father when he was creating the Here I Stand record, a lot of controversy with his marriage, he had kids, he parted ways with his mother’s management, and there were just a lot of things going on and he kind of lost focus. It’s not like Here I Stand wasn’t a good album. I just feel like he lost touch with his demographic. | ” |

De acordo com a MTV News, a música mostra as razões por trás do divórcio como mostrado em "Papers". A versão remix da música que inclui Piles entrou na internet no final de novembro de 2009, alguns dias antes de ser lançadas como as rádios.

## Performance nas paradas

O símbolo da revista Billboard.

Após estar disponível para download digital, a canção debutou na nonagésima-quarta posição na Billboard Hot 100. A canção saiu da parada em sua segunda semana, mas reentrou na parada quatro semanas depois na centésima posição. Por ma semana, sai da parada, desta vez reentrando na octogésima posição. Sua melhor posição foi o 24º lugar.
A canção atingiu a segunda posição na Hot R&B/Hip-Hop Songs, sendo seu terceiro single consecutivo a atingir o top 5 na para R&B, além de seu décimo-quarto a atingir o top 3 da parada. Com o single, Usher passou Ludacris em número de canções top 3 na parada R&B. A música atingiu a 68ª posição na Austrian Singles Chart e debutou na 48ª na Canadian Hot 100.

## Videoclipe

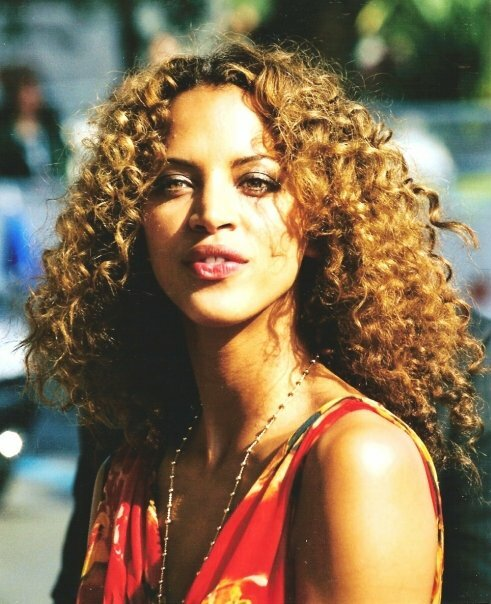
A modelo Noémie Lenoir.

O videoclipe foi dirigido por Chris Robinson e se passa na cidade de West Hollywood, no "The London", estreando na MTV em 28 de janeiro de 2010. A modelo francesa Noémie Lenoir retrata o interesse amoroso de Usher. Assim como na versão do álbum, o videoclipe não inclui a aparição de Plies.
No videoclipe, Usher se esforça para chegar em casa para sua esposa, porém, devido a muitas obrigações e sua festa, ele não pode fazê-lo. São mostradas cenas anteriores de Usher e Lenoir, situações de sua vida amorosa e Usher voltando para casa. Também são mostradas cenas dele numa sala de reuniões e dele ensinando mulheres a dançar em um estúdio, e depois em um clube. Diversas instâncias no vídeo são desconhecidas, como na cena em que Usher faz uma chamada telefônica. Na cena, o espectador não consegue identificar se a chamada é sobre lazer ou negócios, como explicou James Montgomery da MTV News. Descrevendo o vídeo, ele disse "...você pode ver porque poderia ser sobre ambos. Essa é a vida que ele escolheu, e agora ele tem que lidar com as repercussões." Nas cenas seguintes, a ameaça da infidelidade é vista mais claramente quando Usher se aproxima de dançarinas "mais amigáveis" e bebe champanhe no que parece ser um clube de strip-tease.
Montgomery passa a dizer que o vídeo é "cheio de tentação amor e luxúria" e "sobre distância e o efeito que ela exerce sobre aquelas coisas". Ele continua dizer que no vídeo "Tudo que Ush quer é voltar par ela pra fazer todas aquelas coisas de marido e mulher. O uníco problema é que ele não pode.". No final do vídeo, Lenoir já estava cheia e sai andando. Montgomey nota que não fica claro se Usher chega em casa e também se a personagem não era sua esposa e apenas "alguém especial numa suite próxima".
| “ | Distance may make the heart grow fonder, but there are limits to everything. Usher may want to be no place but home, but there's a big, wide world out there with pitfalls aplenty. He's a superstar, a businessman, a father and an (ex-) husband, but at the end of the day, Ush is also human, and "Hey Daddy" is proof of that. | ” |

| “ | Even though it’s been a minute since his last video, the ladies man still knows how to bust a move. | ” |

## Performances ao vivo
Usher cantou a canção no The Late Show with David Letterman dia 29 de março de 2010 e no Lopez Tonight no dia 1º de abril daquele ano. No dia 30 de março de 2010, promovendo o álbum Raymond v. Raymond, ele cantou a música num medley que continha várias faixas do álbum enquanto se apresentava no Good Morning America.

## Lista de faixas
- Download Digital[12]

1. "Hey Daddy (Daddy's Home) [featuring Plies]" – 4:16

## Créditos
- Composição - Usher Raymond, Rico Love, Andrew Harr, Jermaine Jackson, Plies[13]
- Produção - Rico Love, Andrew Harr, Jermaine Jackson[13]
- Vocal de apoio - Rico Love, Tocarra Hamilton[13]
- Produção vocal - Rico Love[13]
- Gravação vocal - Ian Cross[13]
- Mixagem - Manny Marroquin e Erik Madrid[13]

## Paradas
| Parada (2009–2010)         | Melhor Posição |
| -------------------------- | -------------- |
| Austrian Singles Chart     | 68             |
| U.S. Billboard Hot 100     | 24             |
| U.S. Hot R&B/Hip-Hop Songs | 2              |

## Data de lançamento
| Região         | Data                  | Formato                  |
| -------------- | --------------------- | ------------------------ |
| Estados Unidos | 8 de dezembro de 2009 | Download digital         |
| Estados Unidos | 8 de dezembro de 2009 | Urban e rhythmic airplay |